# The Night Visitor
Albums de Anna Ternheim
Leaving on a Mayday
(2008)
The Night Visitor est le cinquième album d'Anna Ternheim sorti le 28 octobre 2011 en Suède et le 30 janvier 2012 en France.

## Historique de l'album
The Night Visitor atteint la 16e place des meilleures ventes en Norvège et la seconde en Suède.

## Liste des titres
Disque 1
1. Solitary Move - 3:53
2. The Longer the Waiting (The Sweeter the Kiss) (avec Dave Ferguson) - 3:51
3. Lorelie-Marie - 4:26
4. Ghost оf а Man - 3:45
5. What Remains? - 3:34
6. Bow Your Head - 5:23
7. Walking Aimlessly - 3:52
8. God Don't Know - 2:25
9. Black Light Shines - 4:12
10. All Shadows - 3:43
11. Come to Bed - 3:23
12. Dearest Dear - 3:28

Disque 2 bonusLive on the Porch
1. Black Light Shines 	4:21
2. Walking Aimlessly 	3:45
3. Lorelie-Marie 	4:22
4. Bow Your Head 	5:46
5. The Longer the Waiting (The Sweeter the Kiss) (avec Dave Ferguson) - 3:59